# 蒂日里
蒂日里（法語：Tigery，法語發音：[tiʒʁi] ⓘ）是法国法兰西岛大区埃松省的一个市镇，属于埃夫里区。

## 地理
蒂日里（48°38'25"N, 2°30'31"E）面积8.64 平方千米，位于法国法蘭西島大區埃松省，该省份为法国北部内陆省份，北起上塞纳省和马恩河谷省，西接厄尔-卢瓦省和伊夫林省，南至卢瓦雷省，东临塞纳-马恩省。
与蒂日里接壤的市镇（或旧市镇、城区）包括：坎西苏塞纳尔、圣日耳曼-莱科尔贝伊、孔布城、略桑、埃蒂奥勒、圣皮埃尔迪佩赖。

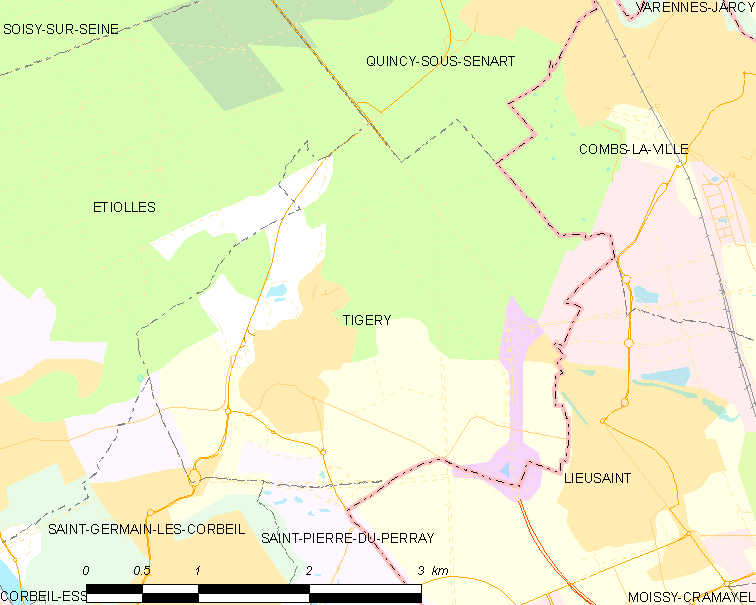
蒂日里的OSM定位图

蒂日里的时区为UTC+01:00、UTC+02:00（夏令时）。

## 行政
蒂日里的邮政编码为91250，INSEE市镇编码为91617。

## 政治
蒂日里所属的省级选区为埃皮奈苏塞纳尔县。

## 人口

1962-2008年间蒂日里人口变化图示

蒂日里于2022年1月1日时的人口数量为4359人。